# Marc Vales
Marc Vales González (Las Escaldas-Engordany, 4 de abril de 1990) es un futbolista andorrano, internacional absoluto con la selección de fútbol de Andorra, que juega como defensa en el Europa F. C. de la Liga Nacional de Gibraltar.

## Trayectoria
Formado en las categorías inferiores de la U. E. Sant Julià, F. C. Andorra y C. E. Sabadell F. C., siendo aún juvenil debuta en 2007 en categoría senior con el C. E. Sabadell F. C. "B". A la temporada siguiente ficha por la U. D. Ibiza "B", que competiría en Tercera División.
En los años siguientes jugó en el C. D. Binéfar y el  Atlético Monzón también en Tercera, además del Atlético Baleares y el Real Madrid C. F. "C", estos dos últimos de la Segunda División B de España. 
En abril de 2014, fichó de nuevo por el F. C. Andorra, y en julio del mismo año pasaría a ser parte de la plantilla del Real Zaragoza "B".
Posteriormente pasó por el C. E. L'Hospitalet antes de probar suerte en el norte de Europa, jugando para el SJK Seinäjoki y el Sandefjord noruego, o en Malasia con el Kedah FA.
El 13 de febrero de 2023 firmó por el Real Unión hasta final de temporada. Tras la misma se marchó a Cataluña para jugar en el C. E. Europa. Dejó este club tras una campaña y en agosto de 2024 fichó por el C. E. Atlètic Lleida que iba a estrenarse en la Tercera Federación. Durante la temporada participó en once encuentros y al final de la misma el club comunicó su salida. Entonces se marchó a Gibraltar para jugar en el Europa F. C.

## Selección nacional
Ha sido internacional con la selección de fútbol de Andorra sub-17, sub-19, sub-21, y en categoría absoluta desde 2008, selección con la que ha disputado 100 partidos.
El 11 de octubre de 2019 logró su primer gol con la selección nacional y el único tanto de la victoria de Andorra ante Moldavia en partido de clasificación para la Eurocopa 2020. Este gol supuso la primera victoria de Andorra en una fase de clasificación para la Eurocopa y la tercera en partido oficial.
En junio de 2025, en un partido frente a Serbia, alcanzó las cien internacionalidades, siendo el quinto jugador en la historia de la selección andorrana que lo lograba.

## Clubes
| Club                     | País      | Año       |
| ------------------------ | --------- | --------- |
| C. E. Sabadell F. C. "B" | España    | 2007-2008 |
| U. D. Ibiza "B"          | España    | 2008      |
| C. D. Binéfar            | España    | 2009      |
| Atlético Monzón          | España    | 2009-2011 |
| C. D. Atlético Baleares  | España    | 2011-2012 |
| Real Madrid C. F. "C"    | España    | 2012-2013 |
| F. C. Andorra            | Andorra   | 2014      |
| Real Zaragoza "B"        | España    | 2014-2015 |
| C. E. L'Hospitalet       | España    | 2015-2016 |
| SJK Seinäjoki            | Finlandia | 2016-2018 |
| Sandefjord               | Noruega   | 2018-2021 |
| Kedah FA                 | Malasia   | 2022      |
| Real Unión               | España    | 2023      |
| C. E. Europa             | España    | 2023-2024 |
| C. E. Atlètic Lleida     | España    | 2024-2025 |
| Europa F. C.             | Gibraltar | 2025-     |

## Palmarés

### Títulos nacionales
| Título            | Club          | País      | Año  |
| ----------------- | ------------- | --------- | ---- |
| Copa de Finlandia | SJK Seinäjoki | Finlandia | 2016 |